# Junior Eurovision Song Contest 2013

Deltagande länder
Länder som deltog tidigare år men inte 2013

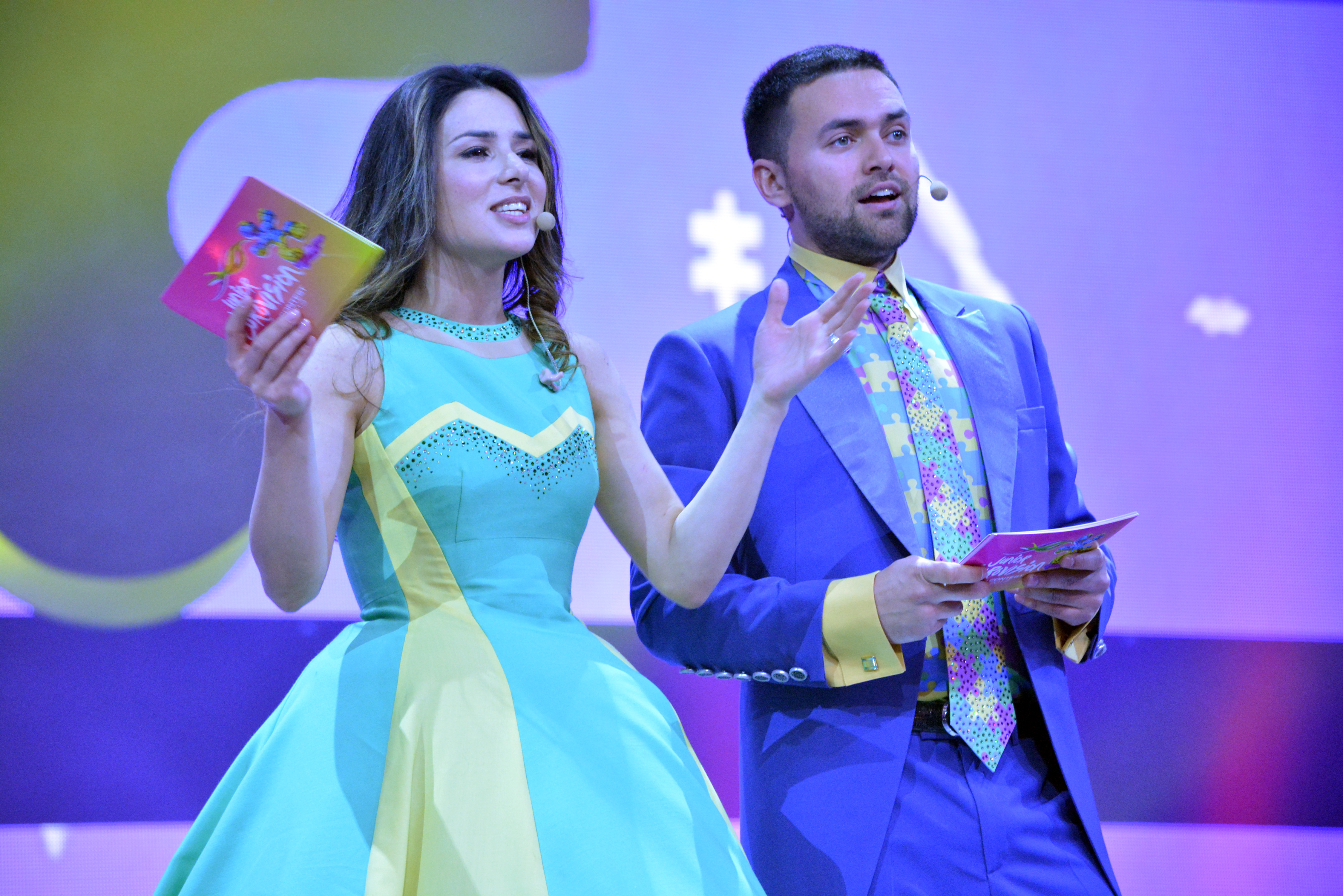
Programledarna Zlata Ognevich och Timur Miroshnychenko.

Junior Eurovision Song Contest 2013 var den elfte upplagan av Junior Eurovision Song Contest och anordnades den 30 november 2013 i Ukrainas huvudstad, Kiev, med Zlata Ognevich och Timur Miroshnychenko som programledare. Tävlingen vanns av Gaia Cauchi för Malta med låten "The Start", medan andraplatsen togs av Ukraina och tredjeplatsen av Vitryssland.
Samma kväll som tävlingen arrangerades drog 2004 års Eurovision-vinnare Ruslana tillbaka sin medverkan på grund av sjukdom. Hon skulle ursprungligen ha deltagit som en del av en mellanakt.

## Arrangemanget

### Värdlandet
Den 17 april 2013 meddelade EBU tillsammans med det ukrainska tevebolaget NTU att tävlingen skulle komma att anordnas i just Ukraina, närmare bestämt i huvudstaden Kiev, där Palace "Ukraine" utsågs till värdarena. För andra gången i tävlingens historia arrangerades tävlingen därmed i föregående års vinnarland. Senast detta skedde var efter Armeniens vinst 2010, då tävlingen 2011 arrangerades i Jerevan. Dessutom var det första gången som tävlingen arrangerades i samma stad som ett tidigare år, 2009 stod Kiev som värdstad för första gången.

### Plats
Kiev (ukrainska: Київ, Kyjiv; ryska: Киев, Kiev) är huvudstad och största stad i Ukraina. Den är belägen i den centrala norra delen av landet vid floden Dnepr, och folkmängden uppgår till cirka 2,8 miljoner invånare. Kiev är en egen administrativ enhet under statligt direktstyre och ingår därför inte i något av landets oblast. Den fungerar däremot som administrativ huvudort för Kiev oblast, som är det oblast som omger staden. Staden är ett viktigt industriellt, vetenskapligt, pedagogiskt och kulturellt centrum i Östeuropa. Det är platsen för många högteknologiska industrier, högskolor men även historiska minnesmärken. Staden har en omfattande infrastruktur och ett väl utvecklat kollektivtrafiksystem, däribland Kievs tunnelbana. Kiev klassificerades 2004 som en beta-världsstad.
Palace "Ukraine" är en av två huvudarenor i staden Kiev tillsammans med Palace of Sports. Arenan öppnade 1970 och vardå den största inomhusarenan som tillägnades kulturella och konstnärliga utställningar i huvudsak. Byggnaden designades av flera arkitekter, Zhylytskyi och Vayner var två av dem som styrdes av den förnäma chefen från Ukrainska SSR, Yevhenia Marychenko. Alla dessa tre arkitekter blev tilldelade Shevchenko National Prize som en utmärkelse för designen på byggnaden samt dess konstruktion. Byggnaden är trapetsformad, 28 meter hög och innehåller över 300 rum. Flera kända artister har framträtt på palatset, bland andra har Christina Aguilera, Enrique Iglesias, Luciano Pavarotti och Sofia Rotaru stått på scenen.

## Format

### Grafisk design
Elias Lekadis ansvarade för designen på scenen, det gjorde han även inför Eurovision Song Contest 2006 i Aten. Scenens design presenterades den 7 oktober 2013, och visades vara djupt inspirerad av temat "#BeCreative". Scenen bestod av ett golv lagt som olika långa pusselbitar. Ovanför scenen "svävade" dessutom flera pusselbitar som, precis som bakgrunden och golvet, kunde ändra färg.

### Inte bara en vinnare
Den 17 juli 2013 meddelade tävlingens högsta chef, ryssen Vladislav Yakovlev, att flera ändringar i formatet skulle göras. En av dessa förändringar var att inte bara den artist med flest poäng skulle premieras med en vinnartrofé, utan även de artister som tävlade för de andra- och tredjeplacerade länderna skulle prisas med en sådan. Yakovlev menade att man istället för att fokusera på enbart vinnaren, ville man prisa de tre högst rangordnade bidragen som ett bevis på de tävlande artisternas talang.

## Deltagande länder
Den 7 oktober 2013 gick chefen för tävlingen, Vladislav Yakovlev, ut i ett pressmeddelande och bekräftade att 13 länder skulle komma att tävla i Kiev. Det var redan känt sedan innan att åtminstone tolv länder skulle ställa upp i tävlingen, men att ett trettonde land skulle ställa upp var dittills okänt. Detta ledde till spekulationer av tävlingens fans, som i sin tur avgjorde att EBU valde att inte presenterade det trettonde landet förrän den 29 oktober. Den 1 november 2013 meddelade EBU att Cypern var det trettonde landet, men att landets tevebolag, CyBC, valde att hoppa av från sin medverkan i sista stund.
12 länder ställde i slutändan upp i tävlingen. Bland de tolv länderna debuterade San Marino, något som ursprungligen skulle skett redan 2011, men då tevebolaget SMRTV inte kunde hitta någon artist till att representera landet uteblev man. Malta och Makedonien återvände till tävlingen efter två respektive ett års uppehåll, respektive. Den 27 september 2013 blev det bekräftat att Albanien hoppade av tävlingen på grund av ekonomiska svårigheter hos tevebolaget RTSH, trots att man ursprungligen bekräftat sitt deltagande. Avhoppet berodde alltså inte på sistaplatsen från 2012 enligt tevebolaget. Även Israel hoppade av tävlingen efter att ha debuterat 2012, detta meddelades den 21 oktober 2013. Det mest anmärkningsvärda tillbakadragandet var dock Belgiens, landet hade tävlat alla år fram till 2013 då tevekanalen VRT (som sände tävlingen via barnkanalen Ketnet) valde att kasta in handduken genom sitt tillbakadragande den 27 mars 2013, och satsa på att hitta talanger innanför de belgiska gränserna istället för ute i Europa.
Startordningen för de tävlande länderna lottades fram den 25 november 2013 under öppningsceremonin.
Utöver de tolv deltagande länderna sändes tävlingen även i Australien (SBS), Grekland (Dimosia Tileorasi) och Kosovo (RTK) på TV, och i Storbritannien (98.8 Castle FM) via radio.

### Andra länder
- Bulgarien – Det bulgariska tevebolaget BNT bekfräftade den 28 maj 2013 att man inte avsåg att återvända till tävlingen, men att man såg över ett möjligt deltagande i framtiden.[12]
- Lettland – Tevebolaget Latvijas Televīzija (LTV) meddelade även dem den 28 maj 2013 att de inte skulle återvända 2013.[12]
- Portugal – Den portugisiska tevestationen Rádio e Televisão de Portugal (RTP) valde att avstå tävlan eftersom tevebolaget arbetade på en ny talangtävling vid namn Little Singers Gala, vilken skulle arrangeras i distriktet Figueira da Foz, ungefär som en portugisisk motsvarighet till Lilla Melodifestivalen.[13]
- Spanien – Direktören för spanska barnprogram på Televisión Española (TVE), Yago Fandiño, bekräftade genom ett uttalande den 7 september 2013 att tevebolaget och EBU diskuterade landets eventuella återvändande till tävlingen. Fandiño menade att eftersom EBU ändrat själva tävlingsformatet från det ursprungliga, skulle tevebolaget se över formatet och diskutera huruvida detta passade dem. Om formatet hade stämt överens med tevebolagets kriterier hade Spanien förmodligen återvänt till tävlingen.

## Resultat
| Nr | Land          | Artist             | Bidrag                            | Språk                     | Plac. | Poäng |
| -- | ------------- | ------------------ | --------------------------------- | ------------------------- | ----- | ----- |
| 01 | Sverige       | Eliias             | "Det är dit vi ska"               | svenska                   | 9     | 46    |
| 02 | Azerbajdzjan  | Rustam Karimov     | "Me and My Guitar"                | azerbajdzjanska, engelska | 7     | 66    |
| 03 | Armenien      | Monica Avanesyan   | "Choco Factory"                   | armeniska, engelska       | 6     | 69    |
| 04 | San Marino    | Michele Perniola   | "O-o-O Sole intorno a me"         | italienska                | 10    | 42    |
| 05 | Makedonien    | Barbara Popović    | "Ohrid i muzika" (Охрид и музика) | makedonska                | 12    | 19    |
| 06 | Ukraina       | Sofia Tarasova     | "We Are One"                      | ukrainska, engelska       | 2     | 121   |
| 07 | Vitryssland   | Ilya Volkov        | "Poy so mnoy" (Пой со мной)       | ryska                     | 3     | 108   |
| 08 | Moldavien     | Rafael Bobeica     | "Cum să fim"                      | rumänska, engelska        | 11    | 41    |
| 09 | Georgien      | The Smile Shop     | "Give Me Your Smile"              | georgiska, engelska       | 5     | 91    |
| 10 | Nederländerna | Mylène and Rosanne | "Double Me"                       | nederländska, engelska    | 8     | 59    |
| 11 | Malta         | Gaia Cauchi        | "The Start"                       | engelska                  | 1     | 130   |
| 12 | Ryssland      | Dayana Kirillova   | "Dream On"                        | ryska                     | 4     | 106   |

## Poängtabeller

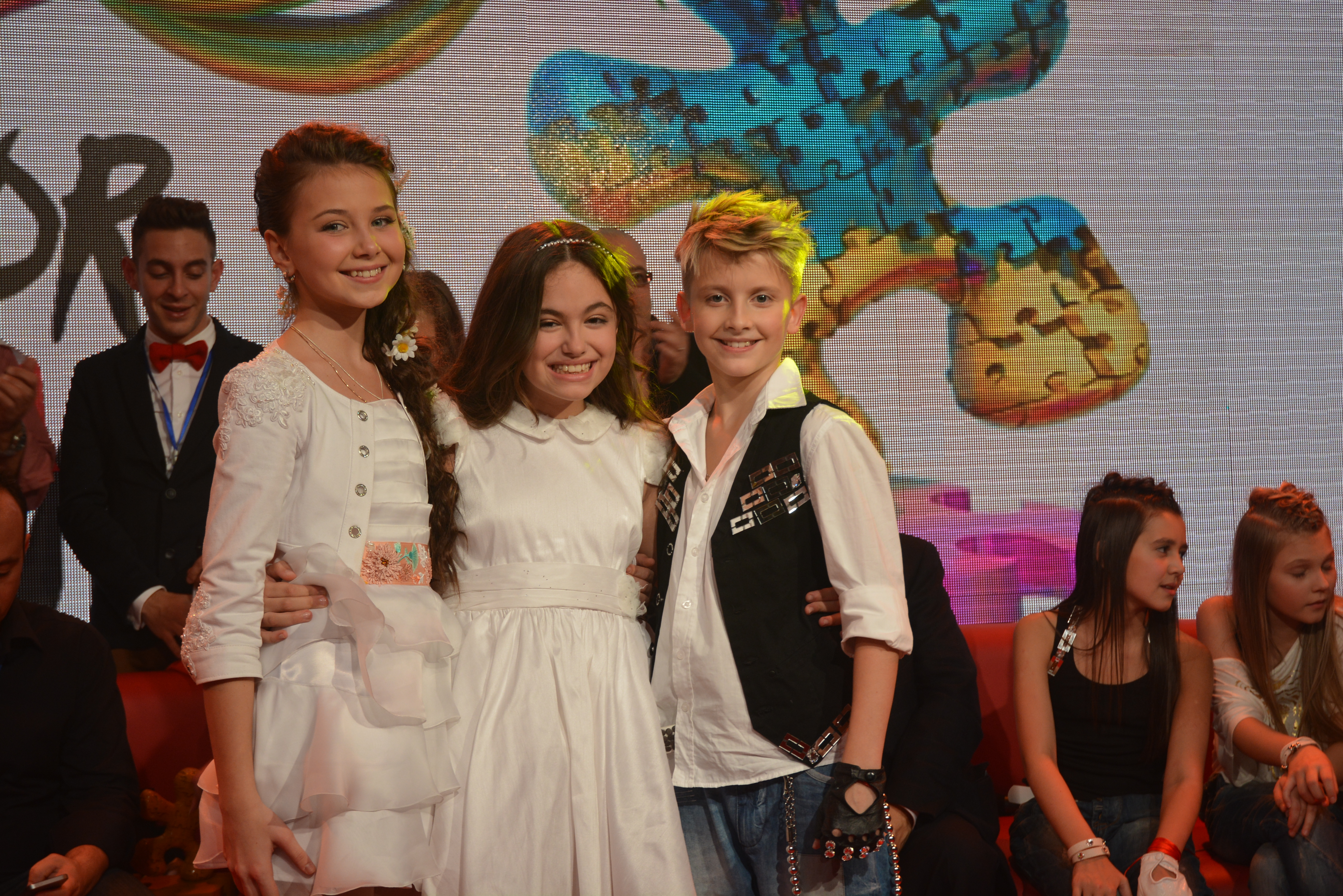
De prisade länderna; fr.v. Ukraina, vinnarlandet Malta och Vitryssland.

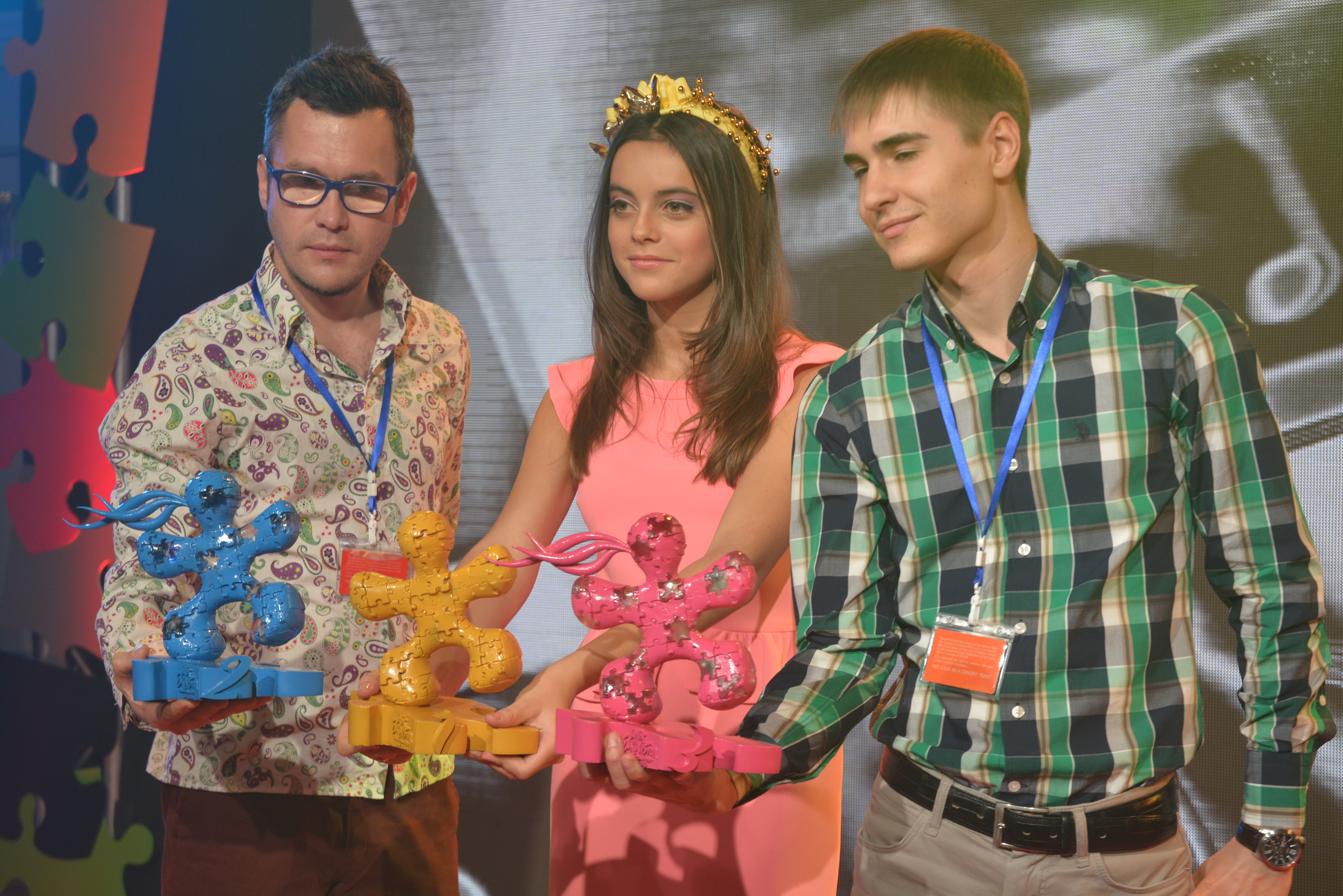
De tre troféerna; en guldig till den förstaplacerade artisten, en blå till den andraplacerade och en rosa till den tredjeplacerade.

Barnens jury var först med att avlägga sina poäng.
|   |                                              | Resultat |              |          |            |                |         |         |           |          |               |       |          |    |    |
| Σ |                                              | Sverige  | Azerbajdzjan | Armenien | San Marino | Nordmakedonien | Ukraina | Belarus | Moldavien | Georgien | Nederländerna | Malta | Ryssland |    |    |
| D | Sverige                                      | 46       | 1            |          | 4          | 3              | 5       | 1       | 2         | 5        | 6             | 1     | 4        |    | 2  |
| D | Azerbajdzjan                                 | 66       | 4            | 7        |            |                | 2       | 2       | 10        |          | 3             | 10    | 3        | 6  | 7  |
| D | Armenien                                     | 69       | 3            | 4        |            |                | 4       | 4       | 5         | 2        | 4             | 12    | 6        | 8  | 5  |
| D | San Marino                                   | 42       | 5            | 2        | 2          | 4              |         |         | 1         | 3        | 2             | 3     | 2        | 2  | 4  |
| D | Makedonien                                   | 19       |              | 1        | 1          | 2              |         |         |           | 1        |               |       | 1        | 1  |    |
| D | Ukraina                                      | 121      | 8            | 10       | 10         | 8              | 12      | 8       |           | 12       | 7             | 7     | 7        | 12 | 8  |
| D | Vitryssland                                  | 108      | 10           | 5        | 6          | 6              | 6       | 7       | 8         |          | 10            | 8     | 8        | 10 | 12 |
| D | Moldavien                                    | 41       |              | 3        | 3          | 1              | 3       | 3       | 3         | 4        |               | 4     |          | 4  | 1  |
| D | Georgien                                     | 91       | 7            |          | 8          | 7              | 10      | 10      | 6         | 7        | 8             |       | 5        | 5  | 6  |
| D | Nederländerna                                | 59       | 2            | 6        | 5          | 5              | 1       | 5       | 4         | 6        | 1             | 2     |          | 7  | 3  |
| D | Malta                                        | 130      | 12           | 8        | 7          | 10             | 7       | 12      | 12        | 10       | 12            | 6     | 12       |    | 10 |
| D | Ryssland                                     | 106      | 6            | 12       | 12         | 12             | 8       | 6       | 7         | 8        | 5             | 5     | 10       | 3  |    |
| D | Alla länder tilldelades 12 poäng automatiskt |          |              |          |            |                |         |         |           |          |               |       |          |    |    |

### 12 poäng
| Nr | Mottagande land | Röstande land                                               |
| -- | --------------- | ----------------------------------------------------------- |
| 5  | Malta           | Barnens jury, Makedonien, Moldavien, Nederländerna, Ukraina |
| 3  | Ryssland        | Armenien, Azerbajdzjan, Sverige                             |
| 3  | Ukraina         | Malta, San Marino, Vitryssland                              |
| 1  | Armenien        | Georgien                                                    |
| 1  | Vitryssland     | Ryssland                                                    |

- Alla länder fick 12 poäng i början av omröstningen för att undvika att något land skulle hamna på noll poäng.

## Kommentatorer och röstavlämnare

### Kommentatorer
De flesta av ländernas tevebolag skickade kommentatorer till Kiev, medan vissa kommenterade från hemmaplan. För första gången i historien sändes tävlingen live även på tävlingens hemsida, vilket möjliggjorde för fans utanför de tävlande länderna att följa tävlingen trots att just deras tevebolag inte deltog.
- Armenien – Dalita (representerade Armenien 2011) och Vahe Khanamiryan (Armenia 1)
- Australien – Andre Nookadu och Georgia McCarthy (SBS Two, 1 december 2013)[15][16]
- Azerbajdzjan – Konul Arifziki (İctimai Television)[17]
- Georgien – Natia Bunturi och Giorgi Grdzelishvili (Georgian Public Broadcaster)
- Makedonien – Tina Teutovic och Spasija Veljanoska (MRT)
- Malta – Corazon Mizzi och Daniel Chircop (PBS)[17]
- Moldavien – Rusalina Rusu (TeleRadio-Moldova)[17]
- Nederländerna – Marcel Kuijer (AVRO)
- Ryssland – Alexander Gurevich (Carousel)
- San Marino – Lia Fiorio och Gilberto Gattei (SMtv San Marino)
- Storbritannien – Ewan Spence and Luke Fisher (98.8 Castle FM)[16][18]
- Sverige – Ylva Hällen och Edward af Sillén (SVT Barnkanalen)
- Ukraina – Tetiana Terekhova (National Television Company of Ukraine); Olena Zelinchenko, Valerij Kirichenko, Anastasia Jablonskaja (Radio Ukraine International) [19]
- Vitryssland – Anatoliy Lipetskiy (BTRC)[20]

### Röstavlämnare

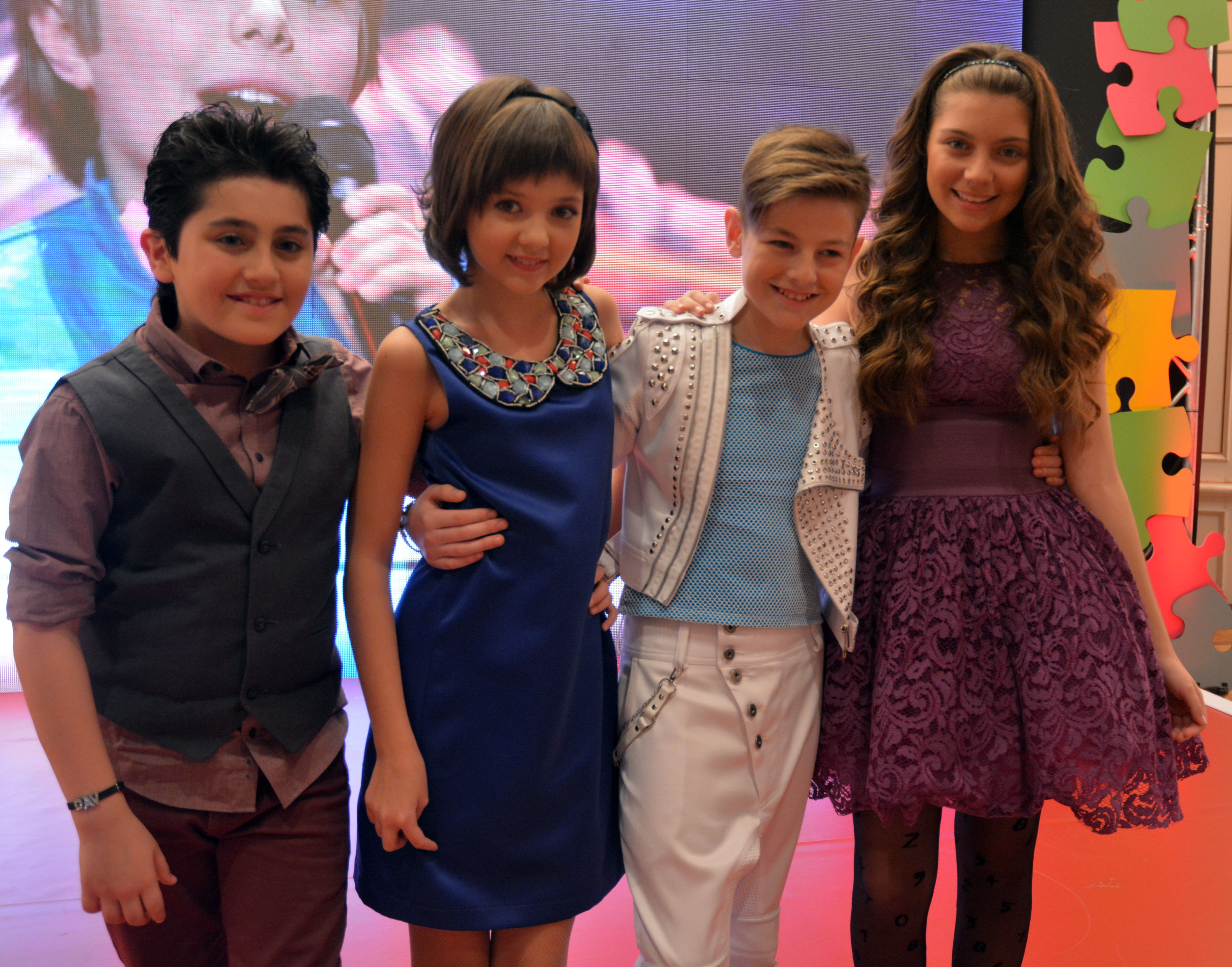
Röstavlämnare, från vänster; David Vardanyan (Armenien), Mariya Bakhireva (Ryssland), Denis Midone (Moldavien), Maxine Pace (Malta)

Nedan listas samtliga deltagande länders röstavlämnare i startordning:

- Barnens jury – Anastasiya Petryk (2012 års vinnare)
- Sverige – Lova Sönnerbo (representerade Sverige 2012)
- Azerbajdzjan – Lyaman Mirzalieva
- Armenien – David Vardanyan (tvåan från den nationella uttagningen)
- San Marino – Giovanni
- Makedonien – Sofija Spasenoska
- Ukraina – Liza Arfush
- Vitryssland – Sasha Tkach
- Moldavien – Denis Midone (representerade Moldavien 2012)
- Georgien – Elene Megrelishvili
- Nederländerna – Alessandro Wempe (deltog i den nationella uttagningen)
- Malta – Maxine Pace (deltog i den nationella uttagningen 2009 och 2010)
- Ryssland – Mariya Bakhireva

## Album
Junior Eurovision Song Contest 2013: Kyiv, är ett samlingsalbum ihopsatt av EBU och gavs ut i november 2013. Albumet innehåller alla låtar från 2013 års tävling. Till skillnad från tidigare år listades spåren inte efter ländernas startordning, utan efter ländernas bokstavsordning.
| 1.           | Choco Factory           | Monica Avanesyan (Armenien)        | 2:46  |
| 2.           | Me and My Guitar        | Rustam Karimov (Azerbajdzjan)      | 2:58  |
| 3.           | Poy so mnoy             | Ilya Volkov (Vitryssland)          | 2:56  |
| 4.           | Give Me Your Smile      | The Smile Shop (Georgien)          | 2:47  |
| 5.           | Cum să fim              | Rafael Bobeica (Moldavien)         | 3:01  |
| 6.           | Ohrid i muzika          | Barbara Popović (Makedonien)       | 3:07  |
| 7.           | The Start               | Gaia Cauchi (Malta)                | 2:51  |
| 8.           | Double Me               | Mylène and Rosanne (Nederländerna) | 2:47  |
| 9.           | Dream On                | Dayana Kirillova (Ryssland)        | 2:42  |
| 10.          | Det är dit vi ska       | Eliias (Sverige)                   | 3:03  |
| 11.          | O-o-O Sole intorno a me | Michele Perniola (San Marino)      | 2:51  |
| 12.          | We Are One              | Sofia Tarasova (Ukraina)           | 2:58  |
| Total längd: | Total längd:            | Total längd:                       | 34:35 |

| 1.           | Choco Factory (Instrumental version)           | Monica Avanesyan (Armenien)        | 2:46  |
| 2.           | Me and My Guitar (Instrumental version)        | Rustam Karimov (Azerbajdzjan)      | 2:58  |
| 3.           | Poy so mnoy (Instrumental version)             | Ilya Volkov (Vitryssland)          | 2:56  |
| 4.           | Give Me Your Smile (Instrumental version)      | The Smile Shop (Georgien)          | 2:47  |
| 5.           | Cum să fim (Instrumental version)              | Rafael Bobeica (Moldavien)         | 3:01  |
| 6.           | Ohrid i muzika (Instrumental version)          | Barbara Popović (Makedonien)       | 3:07  |
| 7.           | The Start (Instrumental version)               | Gaia Cauchi (Malta)                | 2:51  |
| 8.           | Double Me (Instrumental version)               | Mylène and Rosanne (Nederländerna) | 2:47  |
| 9.           | Dream On (Instrumental version)                | Dayana Kirillova (Ryssland)        | 2:42  |
| 10.          | Det är dit vi ska (Instrumental version)       | Eliias (Sverige)                   | 3:03  |
| 11.          | O-o-O Sole intorno a me (Instrumental version) | Michele Perniola (San Marino)      | 2:51  |
| 12.          | We Are One (Instrumental version)              | Sofia Tarasova (Ukraina)           | 2:58  |
| Total längd: | Total längd:                                   | Total längd:                       | 34:35 |